# ルーカス・アラリオ
ルーカス・ニコラス・アラリオ（Lucas Nicolás Alario, 1992年10月8日 - ）は、アルゼンチン・トスタド出身のサッカー選手。元アルゼンチン代表。SCインテルナシオナル所属。ポジションはFW。

## クラブ歴

### コロン
サンタフェ州トスタドに生まれ、地元のCAコロンで選手となった。2011年6月11日に行われたプリメーラ・ディビシオン、アルセナルFC戦で59分にクリスティアン・ラウール・レデスマに代えて途中出場し初出場を飾ったものの、試合は0-1で敗れた。初得点は2014年3月22日に行われたCAティグレ戦で4分にPKを決めてのものであった。2015年5月12日のデフェンサ・イ・フスティシア戦では彼が2得点を決めて2-3、このシーズンのアウェー初勝利に貢献した。

### リーベル・プレート
2015年6月26日、同じプリメーラ・ディビションの強豪、CAリーベル・プレートに4年契約で移籍。移籍金は225万ペソ。。7月11日のCAテンペルレイ戦の60分にフェルナンド・カベナギに代えて投入、リーベル・プレートでの初出場、試合は1-1の引分となった。11日後のコパ・リベルタドーレス2015準決勝、クラブ・グアラニー戦でも途中出場し、タバレ・ビウデスからのパスをゴールに流し込んで、アウェーで1-1の引分に試合を持ち込んだ。2戦合計で3-1としたリーベル・プレートはコパ・リベルタドーレス1996以来の決勝進出を果たした。8月5日に行われた決勝第2試合ではスコアレスのまま前半を終えるかと思われた44分にレオネル・バンジョーニからのクロスをゴールに流し込み先制点をあげ、合計3-0でUANLティグレスを下し優勝した。
国際大会でのタイトルを物にした18日後、エストゥディアンテス・デ・ラ・プラタとの一戦で2-1と敗北を喫した上に彼は退場処分となった。その一方で9月6日にはCAヌエバ・チカゴ相手にアウェーでハットトリックを決めてリーグ初得点を飾る活躍を見せた。10月31日には55分にニコラス・ベルトロと交代し、CAベレス・サルスフィエルドから得点を奪って勝利した。
12月16日にはFIFAクラブワールドカップ2015のサンフレッチェ広島戦に出場、スコアレスで拮抗した試合でヘディングから得点を決め、彼の1点で広島を下した。4日後に行われたFCバルセロナとの決勝戦ではフル出場したものの3-0で敗北した。
2016年8月25日にはレコパ・スダメリカーナ2016第2試合で決勝点を決めて、国際タイトルをもう1つ獲得した。

### レバークーゼン
2017年夏の移籍市場で、ブンデスリーガのバイエル・レバークーゼンに移籍した。しかし、所属しているリーベル・プレート側が獲得を固辞していたこともあり、FIFAをも巻き込む事態となった。

### フランクフルト
2022年6月、アイントラハト・フランクフルトと2025年までの契約を結んだ。

### インテルナシオナル
2024年1月4日SCインテルナシオナルに移籍した。

## 代表
2016年8月12日、2018 FIFAワールドカップ・南米予選を戦うA代表に初招集された。。同年9月1日のウルグアイ代表との試合で後半26分から出場し、代表デビューを果たす。2017年6月13日のシンガポールとの親善試合で代表初得点を挙げた。

## タイトル

### クラブ
リーベル・プレート
- コパ・リベルタドーレス: 2015[8]
- レコパ・スダメリカーナ: 2016
- コパ・アルヘンティーナ: 2015-16